# Кубок обладателей кубков ЕКВ среди женщин 1978/1979
7-й розыгрыш Кубка обладателей кубков ЕКВ среди женщин проходил с 4 ноября 1978 по 11 февраля 1979 года с участием 15 клубных команд стран-членов Европейской конфедерации волейбола. Победителем стала чехословацкая команда «Руда Гвезда» (Прага).

## Команды-участницы
| Страна       | Команда                         |
| ------------ | ------------------------------- |
| Австрия      | «Блау-Гельб» (Вена)             |
| Бельгия      | «Дилбек» (Дилбек)               |
| Болгария     | «Левски-Спартак» (София)        |
| Венгрия      | «Уйпешти Дожа» (Будапешт)       |
| ГДР          | «Трактор» (Шверин)              |
| Италия       | «Чечина» (Чечина)               |
| Польша       | «Старт» (Лодзь)                 |
| Румыния      | «Пеничилина» (Яссы)             |
| Финляндия    | «Луолаян Каястус» (Хямеэнлинна) |
| Франция      | «АСПТТ Монпелье» (Монпелье)     |
| ФРГ          | «Ганновер» (Ганновер)           |
| Чехословакия | «Руда Гвезда» (Прага)           |
| Швейцария    | «Академик» (Цюрих)              |
| Швеция       | «Уппсала Студентерс» (Уппсала)  |
| Югославия    | «Риека» (Риека)                 |

## Система проведения розыгрыша
В турнире принимают участие команды 15 стран-членов ЕКВ (представители национальных чемпионатов или Кубков своих стран). Турнир состоит из трёх раундов плей-офф и финального этапа. В раундах плей-офф команды делятся на пары и проводят между собой по два матча с разъездами. Победителем пары выходит команда, одержавшая две победы. В случае равенства побед победителем становится команда, имеющая лучшее соотношение партий по сумме обоих матчей. В случае равенства и этого показателя в дальнейшую стадию плей-офф выходит команда, имеющая лучшее соотношение игровых очков (мячей) по сумме матчей.
В 1-м раунде плей-офф участвуют 2 команды. Победитель пары 1-го раунда выходит в 1/8 финала, где к нему присоединяются 13 команд, освобождённых от участия в стартовом раунде.
8 команд-участниц четвертьфинала плей-офф определяют четырёх участников финального этапа.
Финальный этап состоит из однокругового турнира, по результатам которого определяется итоговая расстановка мест.

## 1-й раунд
ноябрь 1978
 «Уппсала Студентерс» (Уппсала) —  «Луолаян Каястус» (Хямеэнлинна)
4 ноября. 2:3 (15:7, 15:13, 12:15, 10:15, 6:15).
11 ноября. 3:2 (15:9, 15:11, 14:16, 11:15, 15:7). Соотношение игровых очков по сумме двух матчей — 133:123.

## 1/8 финала
декабрь 1978
 «Ганновер» —  «Руда Гвезда» (Прага)
9 декабря. 0:3.
16 декабря. 0:3 (12:15, 6:15, 9:15).
 «Дилбек» —  «Левски-Спартак» (София)
10 декабря. 0:3.
12 декабря. 0:3 (5:15, 14:16, 8:15).
 «Трактор» (Шверин) —  «Чечина»
9 декабря. 3:0.
17 декабря. 3:0 (15:10, 15:2, 15:12).
 «Академик» (Цюрих) —  «Уйпешти Дожа» (Будапешт)
8 декабря. 0:3 (3:15, 5:15, 6:15).
10 декабря. 0:3 (9:15, 7:15, 11:15).
 «Старт» (Лодзь) —  «АСПТТ Монпелье» (Монпелье)
.. декабря. 3:0.
16 декабря. 3:0 (15:9, 15:11, 15:3).
 «Риека» —  «Блау-Гельб» (Вена)
9 декабря. 3:0.
11 декабря. 3:2.
 «Пеничилина» (Яссы) свободна от игр.
 «Уппсала Студентерс» (Уппсала) свободна от игр.

## Четвертьфинал
январь 1979
 «Руда Гвезда» (Прага) —  «Левски-Спартак» (София)
7 января. 3:0 (15:4, 15:11, 15:4).
14 января. 2:3 (15:12, 7:15, 15:8, 12:15, 10:15).
 «Уйпешти Дожа» (Будапешт) —  «Трактор» (Шверин)
13 января. 3:2 (17:15, 6:15, 11:15, 15:11, 15:10).
21 января. 0:3 (4:15, 3:15, 9:15).
 «Риека» —  «Старт» (Лодзь)
13 января. 1:3.
14 января. 1:3 (13:15, 15:7, 3:15, 3:15).
 «Пеничилина» (Яссы) —  «Уппсала Студентерс» (Уппсала)
14 января. ?:?
21 января. ?:?

## Финал четырёх
9—11 февраля 1979.  Шан.
Участники:
 «Трактор» (Шверин)

 «Старт» (Лодзь)

 «Пеничилина» (Яссы)

 «Руда Гвезда» (Прага)

### Результаты
| М | Команда               | 1   | 2   | 3   | 4   | И | В | П | С/П | О |
| - | --------------------- | --- | --- | --- | --- | - | - | - | --- | - |
| 1 | «Руда Гвезда» (Прага) |     | 3:2 | 3:2 | 3:0 | 3 | 3 | 0 | 9:4 | 6 |
| 2 | «Тракор» (Шверин)     | 2:3 |     | 3:2 | 3:0 | 3 | 2 | 1 | 8:5 | 5 |
| 3 | «Старт» (Лодзь)       | 2:3 | 2:3 |     | 3:0 | 3 | 1 | 2 | 7:6 | 4 |
| 4 | «Пеничилина» (Яссы)   | 0:3 | 0:3 | 0:3 |     | 3 | 0 | 3 | 0:9 | 3 |

|        |                          |     |         |        |        |        |        |
|        |                          |     |         |        |        |        |        |
| 9.02.  | Руда Гвезда — Пеничилина | 3:0 | (15:9,  | 15:8,  | 15:7)  |        |        |
| 9.02.  | Трактор — Старт          | 3:2 |         |        |        |        |        |
| 10.02. | Старт — Пеничилина       | 3:0 | (15:11, | 15:13, | 15:1)  |        |        |
| 10.02. | Руда Гвезда — Трактор    | 3:2 | (15:11, | 15:5,  | 14:16, | 14:16, | 15:11) |
| 11.02. | Трактор — Пеничилина     | 3:0 |         |        |        |        |        |
| 11.02. | Руда Гвезда — Старт      | 3:2 | (15:7,  | 15:11, | 14:16, | 12:15, | 15:11) |

### Итоги

#### Положение команд
| «Руда Гвезда» (Прага)  |
| «Трактор» (Шверин)     |
| «Старт» (Лодзь)        |
| 4. «Пеничилина» (Яссы) |